# Harry Cameron
Harold „Harry“ Hugh Cameron (* 6. Februar 1890 in Pembroke, Ontario, Kanada; † 20. Oktober 1953 in Vancouver, British Columbia) war ein kanadischer Eishockeyspieler, der während seiner Karriere zwischen 1917 und 1923 für die Toronto Arenas, die Ottawa Senators, die Toronto St. Patricks und die Montréal Canadiens in der National Hockey League spielte. Insgesamt spielte er sieben Jahre in der NHL. Seit 1962 ist er Mitglied der Hockey Hall of Fame.

## Karriere
Cameron begann seine NHL-Karriere in der Saison 1917/18 bei den Toronto Arenas, mit denen er gleich im ersten Jahr den Stanley Cup gewinnen konnte, nachdem er ihn mit den Toronto Blueshirts bereits vier Jahre zuvor das erste Mal gewonnen hatte. In den folgenden Jahren spielte er in Ottawa und Montreal. 1919 und 1920 kehrte er jedoch wieder nach Toronto zurück, wo er mit den St. Patricks in der Saison 1921/22 den dritten Stanley-Cup-Sieg seiner Karriere feierte. Nach der Saison 1922/23 beendete der Kanadier seine Karriere in der NHL und ließ diese in unterklassigen Ligen ausklingen. 1933 beendete er seine Karriere endgültig. Cameron war zu seiner aktiven Zeit in der NHL einer der torgefährlichsten und technisch begabtesten Abwehrspieler.
Zudem gelang Cameron im Jahr 1917 der erste geschichtlich erwähnte Gordie Howe Hattrick, welcher zu dieser Zeit weder populär noch unter diesem Namen bekannt war.

## Erfolge und Auszeichnungen
- 1914 Stanley-Cup-Gewinn mit den Toronto Blueshirts
- 1918 O’Brien-Trophy-Gewinn mit den Toronto Arenas
- 1918 Stanley-Cup-Gewinn mit den Toronto Arenas
- 1922 Stanley-Cup-Gewinn mit den Toronto St. Patricks
- 1962 Aufnahme in die Hockey Hall of Fame

## Karrierestatistik
(Legende zur Spielerstatistik: Sp oder GP = absolvierte Spiele; T oder G = erzielte Tore; V oder A = erzielte Assists; Pkt oder Pts = erzielte Scorerpunkte; SM oder PIM = erhaltene Strafminuten; +/− = Plus/Minus-Bilanz; PP = erzielte Überzahltore; SH = erzielte Unterzahltore; GW = erzielte Siegtore; 1 Play-downs/Relegation; Kursiv: Statistik nicht vollständig)